# Liste der Kulturdenkmäler in Eiterfeld
Die folgende Liste enthält die in der Denkmaltopographie ausgewiesenen Kulturdenkmäler auf dem Gebiet  der Gemeinde Eiterfeld, Landkreis Fulda, Hessen.
Hinweis: Die Reihenfolge der Denkmäler in dieser Liste orientiert sich zunächst an Ortsteilen und anschließend der Anschrift, alternativ ist sie auch nach der Bezeichnung, der vom Landesamt für Denkmalpflege vergebenen Nummer oder der Bauzeit sortierbar.
Kulturdenkmäler werden fortlaufend im Denkmalverzeichnis des Landes Hessen durch das Landesamt für Denkmalpflege Hessen auf Basis des Hessischen Denkmalschutzgesetzes (HDSchG) geführt. Die Schutzwürdigkeit eines Kulturdenkmals hängt nicht von der Eintragung in das Denkmalverzeichnis des Landes Hessen oder der Veröffentlichung in der Denkmaltopographie ab.

Die Kulturdenkmäler der einzelnen Ortsteile sind in eigenen Listen enthalten:
- Liste der Kulturdenkmäler in Arzell
- Liste der Kulturdenkmäler in Betzenrod (Eiterfeld)
- Liste der Kulturdenkmäler in Buchenau (Eiterfeld)
- Liste der Kulturdenkmäler in Dittlofrod
- Liste der Kulturdenkmäler in Giesenhain
- Liste der Kulturdenkmäler in Großentaft
- Liste der Kulturdenkmäler in Körnbach (Eiterfeld)
- Liste der Kulturdenkmäler in Leibolz
- Liste der Kulturdenkmäler in Leimbach (Eiterfeld)
- Liste der Kulturdenkmäler in Mengers
- Liste der Kulturdenkmäler in Oberweisenborn
- Liste der Kulturdenkmäler in Reckrod
- Liste der Kulturdenkmäler in Soisdorf
- Liste der Kulturdenkmäler in Treischfeld
- Liste der Kulturdenkmäler in Ufhausen
- Liste der Kulturdenkmäler in Unterufhausen
- Liste der Kulturdenkmäler in Wölf

Das Vorhandensein oder Fehlen eines Objekts in dieser Liste ist keine rechtsverbindliche Auskunft darüber, ob es Kulturdenkmal ist oder nicht: Diese Liste entspricht möglicherweise nicht dem aktuellen Stand der offiziellen Denkmaltopographie. Diese ist für Hessen in den entsprechenden Bänden der Denkmaltopographie Bundesrepublik Deutschland und im Internet unter DenkXweb – Kulturdenkmäler in Hessen einsehbar. Auch diese Quellen sind, obwohl sie durch das Landesamt für Denkmalpflege Hessen aktualisiert werden, nicht immer aktuell, da es im Denkmalbestand immer wieder Änderungen gibt.
Eine verbindliche Auskunft erteilt allein das Landesamt für Denkmalpflege Hessen.
Nutze diese Kartenansicht, um Koordinaten in der Liste zu setzen. In dieser Kartenansicht sind Kulturdenkmale ohne Koordinaten mit einem roten bzw. orangen Marker dargestellt und können in der Karte gesetzt werden. Kulturdenkmale ohne Bild sind mit einem blauen bzw. roten Marker gekennzeichnet, Kulturdenkmale mit Bild mit einem grünen bzw. orangen Marker.

## Marktgemeinde Eiterfeld
| Bild            | Bezeichnung                 | Lage                                                            | Beschreibung                                                                                   | Bauzeit                               | Objekt-Nr. |
| --------------- | --------------------------- | --------------------------------------------------------------- | ---------------------------------------------------------------------------------------------- | ------------------------------------- | ---------- |
| Bild gesucht BW | Rathaus, ehemalige Amtshaus | Am Amtsgericht 1 LageFlur: 3, Flurstück: 109/4                  |                                                                                                | 1712, Erweiterung 1835                | 37395 DDB  |
| Bild gesucht BW | Ehemaliger Bahnhof          | Am Bahnhof 4 LageFlur: 13, Flurstück: 28/15                     |                                                                                                | 1906                                  | 37419 DDB  |
| Bild gesucht BW | Bildstock                   | Am Glockenbaum LageFlur: 12, Flurstück: 100/1                   |                                                                                                | Um 1800                               | 37400 DDB  |
| weitere Bilder  | Burg Fürsteneck             | Am Schloßgarten 3 LageFlur: 14, Flurstück: 16/7                 | Heutige Nutzung als Heimvolkshochschule.                                                       | 1309 urkundlich erwähnt               | 37417 DDB  |
| Bild gesucht BW | Fachwerkhaus                | Bahnhofstraße 6 LageFlur: 3, Flurstück: 93/4                    |                                                                                                | 18. Jahrhundert vermutet.             | 37397 DDB  |
| Bild gesucht BW | Bildstock                   | Bahnhofstraße 18 LageFlur: 12, Flurstück: 79/7                  |                                                                                                | 1723 bezeichnet                       | 37403 DDB  |
| Bild gesucht BW | Wohnhaus                    | Bahnhofstraße 38 LageFlur: 12, Flurstück: 73/3                  |                                                                                                | 1932                                  | 37398 DDB  |
| Bild gesucht BW | Fluraltar                   | Ebertsgraben LageFlur: 5, Flurstück: 46/2                       |                                                                                                | 1745 bezeichnet                       | 37405 DDB  |
| Bild gesucht BW | Evangelische Kirche         | Friedländer Weg 4 LageFlur: 10, Flurstück: 69/18                |                                                                                                | 1955                                  | 37399 DDB  |
| Bild gesucht BW | Wegekreuz                   | Hinter der Faustmühle (Bachstraße) LageFlur: 4, Flurstück: 15/6 |                                                                                                | 1881 bezeichnet                       | 37396 DDB  |
| Bild gesucht BW | Heiliger Josef              | Kleinbergstraße LageFlur: 4, Flurstück: 195/6                   | Vollplastik des hl. Josef.                                                                     | 1901 gestiftet                        | 37413 DDB  |
| Bild gesucht BW | Fachwerkhaus                | Marktstraße 1 LageFlur: 3, Flurstück: 170/4                     |                                                                                                | Um 1800                               | 37406 DDB  |
| Bild gesucht BW | Bildstock                   | Marktstraße 2 LageFlur: 3, Flurstück: 111/7                     |                                                                                                | 1692 bezeichnet                       | 37404 DDB  |
| weitere Bilder  | Katholische Kirche          | Marktstraße 3 LageFlur: 3, Flurstück: 170/4                     | Barockbau                                                                                      | 1728/31                               | 37407 DDB  |
| Bild gesucht BW | Wohn– und Geschäftshaus     | Marktstraße 20 LageFlur: 4, Flurstück: 98/6                     |                                                                                                | Anfang 20. Jahrhundert                | 37408 DDB  |
| Bild gesucht BW | Bildstock                   | Pestalozzistraße LageFlur: 4, Flurstück: 238                    |                                                                                                | 1783 bezeichnet                       | 37418 DDB  |
| Bild gesucht BW | Fluraltar                   | Raiffeisenstraße 1 LageFlur: 4, Flurstück: 48/7                 |                                                                                                | Anfang 18. Jahrhundert, vermutet.     | 37409 DDB  |
| Bild gesucht BW | Fachwerkhaus                | Sackgasse 2 LageFlur: 3, Flurstück: 205/3                       |                                                                                                | Um 1800                               | 37410 DDB  |
| Bild gesucht BW | Fachwerkhaus                | Sackgasse 4 LageFlur: 3, Flurstück: 178                         |                                                                                                | Um 1800                               | 37411 DDB  |
| Bild gesucht BW | Fachwerkhaus                | Sackgasse 6 LageFlur: 3, Flurstück: 174/3                       |                                                                                                | Nach 1850                             | 37412 DDB  |
| Bild gesucht BW | Marien– oder Lourdesgrotte  | Schulstraße 17 LageFlur: 4, Flurstück: 100/3                    |                                                                                                | 1893 gestiftet                        | 37416 DDB  |
| Bild gesucht BW | Friedhofskreuz              | Schulstraße 17 LageFlur: 4, Flurstück: 100/3                    |                                                                                                | 1844 bezeichnet                       | 37415 DDB  |
| Bild gesucht BW | Fluraltar                   | Schulstraße (beim Friedhof) LageFlur: 4, Flurstück: 160/8       |                                                                                                | Um 1750, Erweiterung 19. Jahrhundert. | 37414 DDB  |
| Bild gesucht BW | Bildstock                   | Siedlungsstraße LageFlur: 10, Flurstück: 93/9                   |                                                                                                | Um 1750 vermutet                      | 37402 DDB  |
| Bild gesucht BW | Steinkreuz                  | Vorm Lichtberg LageFlur: 11, Flurstück: 42/2                    | Auf einem Grünstreifen aufgestelltes Steinkreuz, das im Volksmund „Kreppelstein“ genannt wird. | Vor 1500 vermutet.                    | 37401 DDB  |